# Sanding Marga
Sanding Marga is een bestuurslaag in het regentschap Ogan Ilir van de provincie Zuid-Sumatra, Indonesië. Sanding Marga telt 1059 inwoners (volkstelling 2010).